# Чемпионат Германии по футболу 1905/1906
Чемпионат Германии по футболу 1905/1906 — 4-й розыгрыш Чемпионата Германии по футболу (нем. Deutsche Fußballmeisterschaft). Турнир начался 22 апреля 1906 года, а финал состоялся 27 мая 1906 года.
Победителями этого турнира стала команда «Лейпциг».
В чемпионате участвовало 8 команд: «Лейпциг», «Шлезиен» Бреслау, «Виктория» Гамбург, «Унион 92» Берлин, «Берлинер Норден-Нордвест», «Берлинер Герта 92», «Пфорцхайм», «Кёльнер 1899».

## Предварительный раунд
| «Лейпциг» | 9:1 | «Берлинер Норден-Нордвест» Берлин |
| --------- | --- | --------------------------------- |
|           |     |                                   |

| «Шлезиен» Бреслау | 0:7 | «Берлинер Герта 92» |
| ----------------- | --- | ------------------- |
|                   |     |                     |

| «Виктория» Гамбург | 1:3 | «Унион-92» Берлин |
| ------------------ | --- | ----------------- |
|                    |     |                   |

| «Пфорцхайм» | 4:2 | «Кёльнер 1899» Кёльн |
| ----------- | --- | -------------------- |
|             |     |                      |

## 1/2 финала
| «Лейпциг» | 3:2 | «Берлинер Герта 92» |
| --------- | --- | ------------------- |
|           |     |                     |

| «Пфорцхайм» | 4:0 | «Унион 92» Берлин |
| ----------- | --- | ----------------- |
|             |     |                   |

## Финал
| «Лейпциг» | 2:1 | «Пфорцхайм» |
| --------- | --- | ----------- |
|           |     |             |